# GrenzGebietRuhr

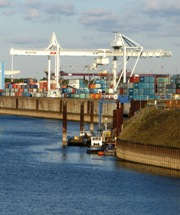
„Container Transit“

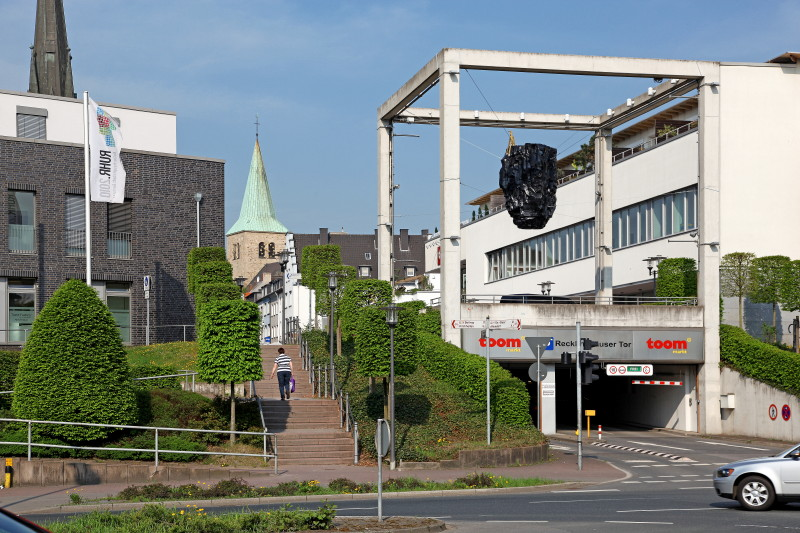
„Schwarzes Gold“

GrenzGebietRuhr ist ein Netzwerkprojekt im Rahmen von RUHR.2010 – Kulturhauptstadt Europas, in dem sich zwölf Kunstvereine und zwei Künstlerhäuser des Ruhrgebiets zusammenschlossen, um gemeinschaftlich ein Projekt zu entwickeln, das sowohl in geschlossenen Ausstellungsräumen aber auch im öffentlichen Raum das Thema „Grenze“ reflektiert.

## Konzept
Das Projekt zielt darauf ab, den Ballungsraum Metropole Ruhr mit ihren 53 Städten, drei Regierungsbezirken und zwei Landschaftsverbänden als komplexen Lebensraum mit besonderen ästhetischen, sozialen, kulturellen und historischen Qualitäten erfahrbar zu machen. Besonderes Augenmerk legt das Projekt auf die Darstellung von Brechungen, Unschärfen und dem, was sich unter der Oberfläche des Sichtbaren verbirgt. Die Projekte nähern sich der Thematik dabei aus unterschiedlichen Richtungen und entwickeln dabei verschiedene Erzählstränge, die zusammengenommen die Identität des Lebensraums Ruhrgebiet bildreich reflektieren sollen.
„GrenzGebietRuhr“ spürt den Grenzverläufen regionaler Makro- und Mikrostrukturen nach und nimmt Grenzsituationen des Urbanen in den Blick. In unterschiedlichen Beiträgen werden die Prozesse von Grenz-Ziehung und Grenz-Verschiebung beobachtet und reflektiert. Jeder Beitrag besitzt somit einen eigenen künstlerischen, historischen oder soziologischen Hintergrund, um lebensbestimmende Phänomene in der Metropole Ruhr lesbar zu machen. Aus der Summe der unterschiedlichen Beiträge soll ein neues Bild der Region entstehen, das vom Wesen der Urbanität und des Wandels geprägt ist und mit seinen vielen Facetten zu einem genuinen Image der Metropole Ruhr beiträgt.

## Ausstellungen
An insgesamt sechzehn Standorten im Ruhrgebiet zeigen Installationen, Gemälde und Interventionen auf, auf welchen verschiedenen Arten und Weisen den Menschen des Ruhrgebiets Grenzen begegnen können.

### Bochum
- Schnellweg; Klaus Dauven
An der A 40 entstand auf einer Länge von circa 400 Metern an der Brücke Dorstener Straße die Zeichnung »Schnellweg«. Dabei verwendete der Künstler Klaus Dauven keine Farbe, sondern entfernt vorhandenen Schmutz mit einem Hochdruckreiniger.

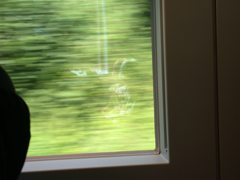
„Una auf dem Weg nach Bochum“; Hlynur Hallsson.

- Schrankenlos; Dirk Schlichting
50 rotweißgestreifte Schlagbäume im Aussichtsraum des Stellwerks setzten am Tag (einem Mikadospiel ähnlich) und nachts als illuminierte Körper ein Zeichen am ehemaligen Gahlenschen Kohlenweg.
- Come In; Martin Brüger
Mit übermannshohem Industriegitterzaun und Drehkreuzenrealisierte Martin Brüger eine ortsspezifische Installation in einem Areal am Kemnader See, in dem die Stadtgrenzen von Bochum, Hattingen und Witten zusammenlaufen.
- tungur – zungen – tongues; Hlynur Hallsson
Der isländische Künstler Hlynur Hallsson zeigte »Grenzen« auf, so wie sie durch Sprache geschaffen werden. Für das Projekt »tungur – zungen – tongues« befragte er Menschen, deren Meinungen in Videos, Fotos und Texten öffentlich sowie im KV Bochumer Kulturrat ausgestellt wurden.

### Dorsten
- »Schwarzes Gold« am Gahlenschen Kohlenweg in Dorsten; Kirsten Kaiser
In den Beton-Kubus am Recklinghäuser Tor ist ein künstlicher Kohlebrocken eingehängt. Auf ihm thront eine goldene Stadtsilhouette, die Dorsten ähnelt. Die Skulptur »Schwarzes Gold« veranschaulicht die Wichtigkeit von Kohle für die Region.

### Dortmund
- Tobias Zielony – Fotografie
Mit seiner Kamera wird Tobias Zielony sowohl das Szeneviertel des käuflichen Gewerbes als auch die Schwarzarbeiter in Dortmund fotografieren. Durch den Fokus der Kamera werden Menschen aus Rumänien und Bulgarien porträtiert, die als dritte Immigrationswelle seit 2008 nach Dortmund kommen.
- Comeback
»Comeback« überschreitet die ungeschriebene Grenze der Ausstellungspolitik: They never come back. Es erfolgt eine erneute Einladung an Künstler aus ganz Europa. Gezeigt werden ihre neueren Arbeiten, um somit die Nachhaltigkeit des ersten Aufenthalts im Künstlerhaus und künstlerische Entwicklungen aufzeigen zu können.
- Satelliten, Grenzen und Fußabdrücke
Ein Medienkunstworkshop für Künstler und Interessierte, der sich mit Grenzziehungen und deren Überlagerungen durch die »Fußabdrücke« auseinandersetzt, die Satelliten auf der Erde hinterlassen.

### Duisburg
- Container-Transit
»Container-Transit« thematisiert Außenbeziehungen des Grenzgebiets Ruhr. Künstler, die entlang der Verkehrswege Duisburg-Rotterdam und Duisburg-Antwerpen leben, präsentieren ihre Werke in Miniaturcontainern.

### Essen
- Checkpoint
»Checkpoint« reflektiert anlässlich der Kulturhauptstadt Europas RUHR.2010 die Lebenszusammenhänge von Migrantinnen und Migranten in der Metropole Ruhr sowie im gesamteuropäischen Kontext. Durch künstlerische Annäherung an ausgewählte biographische Situationen entstehen sensible und tiefgründige Porträts von Menschen unterschiedlicher (kultureller) Herkunft und Sozialisation. Die künstlerischen Beiträge beschäftigen sich mit kulturellen, sprachlichen, geographischen und psychologisch wirksamen Grenzen. Sie visualisieren deren Bedeutung und Wirksamkeit vor dem Hintergrund einer sich beständig im Wandel befindlichen, durch Zu- und Abwanderungen geprägten urbanen Gesellschaft.

Künstler: Valentin Beinroth, Anne Berlit, Doris Frohnapfel, Petra Göbel, Johannes Gramm, Christoph Hildebrand, Susanne Krell, Katharina Lökenhoff, Zhenia Couso Martell, Renate Neuser, Gerda Schlembach
- Gaylen Gerber
Der in Chicago lebende Künstler Gaylen Gerber greift mit reduzierten Mitteln in das Erscheinungsbild des Ausstellungsraumes ein, so dass es nicht mehr möglich ist, zwischen den ausgestellten Werken und dem Kontext zu unterscheiden.

### Gelsenkirchen
- landmark; Ulrich Daduna + Uwe Gelesch
»landmark« wird ein dauerhaftes Zeichen sein im Schnittpunkt der Grenzen zwischen den Städten Bochum, Essen und Gelsenkirchen, der drei Regierungsbezirke Arnsberg, Düsseldorf und Münster sowie der beiden Landschaftsverbände Rheinland und Westfalen-Lippe.

### Herne
- Brücke über die Emscher bei Crange; Helmut Bettenhausen
Eine reduzierte Brücke als Erinnerung an die Querung des Gahlenschen Kohlenwegs über die Emscher aus den Zeiten der frühindustriellen Erschließung des Ruhrgebiets.

### Recklinghausen
- bei mir! – Zu Hause im Ruhrgebiet
»bei mir« ist ein quasi-soziologisches Kunstprojekt zum Thema Wohnen und Identität. Menschen aus dem Ruhrgebiet fotografieren ihr Zuhause und geben in »Selbstporträts ohne Personen« einen Einblick in ihre Wohnkultur und ihren Umgang mit Kunst.

### Schwerte
- CONFINIUM; Johan Tahon
Johan Tahon verlegt für drei Wochen sein Atelier in den Kunstverein Schwerte. Er lässt die Besucher dort miterleben, wie seine Skulpturen entstehen, in denen unterschiedlichste Grenzbereiche zusammenfinden.

## Teilnehmende Institutionen
- galerie januar (Bochum)
- Kunstverein Bochum
- Kunstverein Bochumer Kulturrat
- Virtuell-Visuell (Dorsten)
- Dortmunder Kunstverein
- Künstlerhaus Dortmund
- Hartware MedienKunstVerein (Dortmund)
- Kunstverein Duisburg
- Kunsthaus Essen
- Kunstverein Ruhr (Essen)
- Kunstverein Gelsenkirchen
- Förderverein Zeche Unser Fritz 2/3 (Herne)
- Kunstverein Recklinghausen
- Kunstverein Schwerte